# Mexikó elnökeinek listája

## I. Mexikói Császárság(1821-1823)

### Régensek (1821-1822)
| Régens                           | Régens | Hivatalba lépés      | Vége              | Párt        |
| -------------------------------- | ------ | -------------------- | ----------------- | ----------- |
| Agustín de Iturbide              |        | 1821. szeptember 28. | 1822. május 18.   | liberális   |
| Juan O'Donojú y O'Rian           |        | 1821. szeptember 28. | 1821. október     | liberális   |
| Manuel de la Bárcena             |        | 1821. szeptember 28. | 1822. április 11. | liberális   |
| José Isidro Yañez                |        | 1821. szeptember 28. | 1822. május 18.   | liberális   |
| Manuel Velázquez de León y Pérez |        | 1821. szeptember 28. | 1822. április 11. | liberális   |
| Miguel Valentín y Tamayo         |        | 1822. április 11.    | 1822. május 18.   | liberális   |
| Manuel de Heras Soto             |        | 1822. április 11.    | 1822. május 18.   | konzervatív |
| Nicolás Bravo                    |        | 1822. április 11.    | 1822. május 18.   | konzervatív |

### I. Ágoston mexikói császár(1822-1823)
| Császár                    | Császár | Uralkodás kezdete | Uralkodás vége    | Királyi ház | Házastárs                                 | Házastárs |
| -------------------------- | ------- | ----------------- | ----------------- | ----------- | ----------------------------------------- | --------- |
| I. Ágoston mexikói császár |         | 1822. május 19.   | 1823. március 19. | Iturbide    | Ana María Josefa Ramona de Huarte y Muñiz |           |

## Mexikó elnökei (1824-1864)
| Elnök                                                                              | Elnök | Hivatalba lépés      | Vége                 | Párt                  |
| ---------------------------------------------------------------------------------- | ----- | -------------------- | -------------------- | --------------------- |
| Guadalupe Victoria                                                                 |       | 1824. október 10.    | 1829. április 1.     | liberális             |
| Vicente Guerrero                                                                   |       | 1829. április 1.     | 1829. december 17.   | liberális             |
| José María Bocanegra                                                               |       | 1829. december 18.   | 1829. december 23.   | liberális             |
| Pedro Vélez (liberális) Lucas Alamán (konzervatív) Luis de Quintanar (konzervatív) |       | 1829. december 23.   | 1829. december 31.   |                       |
| Anastasio Bustamante                                                               |       | 1830. január 1.      | 1832. augusztus 13.  | konzervatív           |
| Melchor Múzquiz                                                                    |       | 1832. augusztus 14.  | 1832. december 26.   | nem tartozott párthoz |
| Manuel Gómez Pedraza                                                               |       | 1832. december 24.   | 1833. április 1.     | liberális             |
| Valentín Gómez Farías                                                              |       | 1833. április 1.     | 1833. május 16.      | liberális             |
| Antonio López de Santa Anna                                                        |       | 1833. május 16.      | 1833. június 3.      | konzervatív-liberális |
| Valentín Gómez Farías                                                              |       | 1833. június 3.      | 1833. június 18.     | liberális             |
| Antonio López de Santa Anna                                                        |       | 1833. június 18.     | 1833. július 5.      | konzervatív-liberális |
| Valentín Gómez Farías                                                              |       | 1833. július 5.      | 1833. október 27.    | liberális             |
| Antonio López de Santa Anna                                                        |       | 1833. október 27.    | 1833. december 15.   | konzervatív-liberális |
| Valentín Gómez Farías                                                              |       | 1833. december 16.   | 1834. április 24.    | liberális             |
| Antonio López de Santa Anna                                                        |       | 1834. április 24.    | 1835. január 27.     | konzervatív-liberális |
| Miguel Barragán                                                                    |       | 1835. január 28.     | 1836. február 27.    | liberális             |
| José Justo Corro                                                                   |       | 1836. március 2.     | 1837. április 18.    | konzervatív           |
| Anastasio Bustamante                                                               |       | 1837. április 19.    | 1839. március 20.    | konzervatív           |
| Antonio López de Santa Anna                                                        |       | 1839. március 20.    | 1839. július 10.     | konzervatív-liberális |
| Nicolás Bravo                                                                      |       | 1839. július 10.     | 1839. július 19.     | konzervatív           |
| Anastasio Bustamante                                                               |       | 1839. július 19.     | 1841. szeptember 22. | konzervatív           |
| Francisco Javier Echeverría                                                        |       | 1841. szeptember 22. | 1841. október 10.    | konzervatív           |
| Antonio López de Santa Anna                                                        |       | 1841. október 10.    | 1842. október 26.    | konzervatív-liberális |
| Nicolás Bravo                                                                      |       | 1842. október 26.    | 1843. március 4.     | konzervatív           |
| Antonio López de Santa Anna                                                        |       | 1843. március 4.     | 1843. október 4.     | konzervatív-liberális |
| Valentín Canalizo                                                                  |       | 1843. október 4.     | 1844. június 4.      | konzervatív           |
| Antonio López de Santa Anna                                                        |       | 1844. június 4.      | 1844. szeptember 12. | konzervatív-liberális |
| José Joaquín de Herrera                                                            |       | 1844. szeptember 12. | 1844. szeptember 21. | liberális             |
| Valentín Canalizo                                                                  |       | 1844. szeptember 21. | 1844. december 6.    | konzervatív           |
| José Joaquín de Herrera                                                            |       | 1844. december 7.    | 1845. december 30.   | liberális             |
| Gabriel Valencia                                                                   |       | 1845. december 30.   | 1846. január 2.      | liberális             |
| Mariano Paredes                                                                    |       | 1846. január 4.      | 1846. július 28.     | konzervatív           |
| José Mariano Salas                                                                 |       | 1846. augusztus 5.   | 1846. december 23.   | konzervatív           |
| Valentín Gómez Farías                                                              |       | 1846. december 24.   | 1847. március 21.    | liberális             |
| Antonio López de Santa Anna                                                        |       | 1847. március 21.    | 1847. április 2.     | konzervatív-liberális |
| Pedro María de Anaya                                                               |       | 1847. április 2.     | 1847. május 20.      | liberális             |
| Antonio López de Santa Anna                                                        |       | 1847. május 20.      | 1847. szeptember 15. | konzervatív-liberális |
| Manuel de la Peña y Peña                                                           |       | 1847. szeptember 26. | 1847. november 13.   | liberális             |
| Pedro María de Anaya                                                               |       | 1847. november 13.   | 1848. január 8.      | liberális             |
| Manuel de la Peña y Peña                                                           |       | 1848. január 8.      | 1848. június 3.      | liberális             |
| José Joaquín de Herrera                                                            |       | 1848. június 3.      | 1851. január 15.     | liberális             |
| Mariano Arista                                                                     |       | 1851. január 15.     | 1853. január 6.      | liberális             |
| Juan Bautista Ceballos                                                             |       | 1853. január 6.      | 1853. február 8.     | liberális             |
| Manuel María Lombardini                                                            |       | 1853. február 8.     | 1853. április 20.    | konzervatív           |
| Antonio López de Santa Anna                                                        |       | 1853. április 20.    | 1855. augusztus 9.   | konzervatív-liberális |
| Martín Carrera                                                                     |       | 1855. augusztus 15.  | 1855. szeptember 12. | liberális             |
| Rómulo Díaz de la Vega                                                             |       | 1855. szeptember 12. | 1855. október 3.     | konzervatív           |
| Juan Álvarez                                                                       |       | 1855. október 4.     | 1855. december 11.   | liberális             |
| Ignacio Comonfort                                                                  |       | 1855. szeptember 15. | 1858. január 21.     | liberális             |

### Liberális elnök aReformháború(Guerra de Reforma) (1857-1861) alatt
| Elnök         | Elnök | Hivatalba lépés  | Vége              | Párt      |
| ------------- | ----- | ---------------- | ----------------- | --------- |
| Benito Juárez |       | 1858. január 19. | 1864. április 10. | liberális |

### Konzervatív elnökök aReformháború(Guerra de Reforma) (1857-1861) alatt
| Elnök                 | Elnök | Hivatalba lépés     | Vége                | Párt        |
| --------------------- | ----- | ------------------- | ------------------- | ----------- |
| Félix Zuloaga         |       | 1858. január 21.    | 1858. december 24.  | konzervatív |
| Manuel Robles Pezuela |       | 1858. december 24.  | 1859. január 21.    | konzervatív |
| José Mariano Salas    |       | 1859. január 21.    | 1859. február 2.    | konzervatív |
| Félix Zuloaga         |       | 1859. január 24.    | 1859. február 1.    | konzervatív |
| Miguel Miramón        |       | 1859. február 2.    | 1860. augusztus 12. | konzervatív |
| José Ignacio Pavón    |       | 1860. augusztus 13. | 1860. augusztus 15. | konzervatív |
| Miguel Miramón        |       | 1860. augusztus 15. | 1860. december 24.  | konzervatív |
| Félix Zuloaga         |       | 1860. december 27.  | 1862. december 28.  | konzervatív |

## II. Mexikói Császárság(1863-1864)

### Régensek (1863-1864)
| Régens                                 | Régens | Hivatalba lépés  | Vége              | Párt        |
| -------------------------------------- | ------ | ---------------- | ----------------- | ----------- |
| Juan Nepomuceno Almonte                |        | 1863. június 21. | 1864. április 10. | konzervatív |
| José Mariano Salas                     |        | 1863. június 21. | 1864. április 10. | konzervatív |
| Juan Bautista de Ormaechea y Ernaiz    |        | 1863. június 21. | 1864. április 10. | konzervatív |
| Pelagio Antonio de Labastida y Dávalos |        | 1863. június 21. | 1864. április 10. | konzervatív |
| José Ignacio Pavón                     |        | 1863. június 21. | 1864. április 10. | konzervatív |

### I. Miksa(1864-1867)
| Császár  | Császár | Uralkodás kezdete | Uralkodás vége  | Királyi ház | Házastárs                      |  |  |
| -------- | ------- | ----------------- | --------------- | ----------- | ------------------------------ |  |  |
| I. Miksa |         | 1864. április 10. | 1867. május 15. | Habsburg    | Sarolta belga királyi hercegnő |  |  |

## Elnökök 1867-2000 között
| Elnök                      | Elnök | Hivatalba lépés     | Vége                | Párt                                   |
| -------------------------- | ----- | ------------------- | ------------------- | -------------------------------------- |
| Benito Juárez              |       | 1867. május 15.     | 1872. július 18.    | liberális                              |
| Sebastián Lerdo de Tejada  |       | 1872. július 19.    | 1876. november 20.  | liberális                              |
| José María Iglesias        |       | 1876. október 26.   | 1876. november 28.  | liberális                              |
| Porfirio Díaz              |       | 1876. november 28.  | 1876. december 6.   | liberális                              |
| Juan N. Méndez             |       | 1876. december 6.   | 1877. február 17.   | liberális                              |
| Porfirio Díaz              |       | 1877. február 17.   | 1880. november 30.  | liberális                              |
| Manuel González            |       | 1880. december 1.   | 1884. november 30.  | liberális                              |
| Porfirio Díaz              |       | 1884. december 1.   | 1911. május 25.     | liberális                              |
| Francisco León de la Barra |       | 1911. május 25.     | 1911. november 6.   | nem tartozott párthoz                  |
| Francisco Ignacio Madero   |       | 1911. november 6.   | 1913. február 18.   | Anti-reelekcionista Párt               |
| Pedro Lascuráin Paredes    |       | 1913. február 18.   | 1913. február 18.   | Anti-reelekcionista Párt               |
| Victoriano Huerta          |       | 1913. február 18.   | 1914. július 15.    | nem tartozott párthoz                  |
| Venustiano Carranza        |       | 1913. augusztus 20. | 1917. május 21.     | Demokrata-Liberális Konstitucionalista |
| Francisco S. Carvajal      |       | 1914. július 15.    | 1914. augusztus 13. | nem tartozott párthoz                  |
| Eulalio Gutiérrez          |       | 1914. november 6.   | 1915. január 16.    | Konvencionalista                       |
| Roque González Garza       |       | 1915. január 16.    | 1915. június 10.    | Konvencionalista                       |
| Francisco Lagos Cházaro    |       | 1915. június 10.    | 1915. október 10.   | Konvencionalista                       |
| Venustiano Carranza        |       | 1917. augusztus 20. | 1920. május 21.     | Demokrata-Liberális Konstitucionalista |
| Adolfo de la Huerta        |       | 1920. június 1.     | 1920. november 30.  | Demokrata-Liberális Konstitucionalista |
| Álvaro Obregón             |       | 1920. december 1.   | 1924. november 30.  | Partido Laborista (PL)                 |
| Plutarco Elías Calles      |       | 1924. december 1.   | 1928. november 30.  | Partido Laborista                      |
| Emilio Portes Gil          |       | 1928. december 1.   | 1930. február 5.    | Intézményes Forradalmi Párt (PNR)      |
| Pascual Ortiz Rubio        |       | 1930. február 5.    | 1932. szeptember 2. | Intézményes Forradalmi Párt (PNR)      |
| Abelardo L. Rodríguez      |       | 1932. szeptember 2. | 1934. november 30.  | Intézményes Forradalmi Párt (PNR)      |
| Lázaro Cárdenas            |       | 1934. december 1.   | 1940. november 30.  | Intézményes Forradalmi Párt            |
| Manuel Ávila Camacho       |       | 1940. december 1.   | 1946. november 30.  | Intézményes Forradalmi Párt (PRI)      |
| Miguel Alemán Valdés       |       | 1946. december 1.   | 1952. november 30.  | Intézményes Forradalmi Párt (PRI)      |
| Adolfo Ruiz Cortines       |       | 1952. december 1.   | 1958. november 30.  | Intézményes Forradalmi Párt (PRI)      |
| Adolfo López Mateos        |       | 1958. december 1.   | 1964. november 30.  | Intézményes Forradalmi Párt (PRI)      |
| Gustavo Díaz Ordaz         |       | 1964. december 1.   | 1970. november 30.  | Intézményes Forradalmi Párt (PRI)      |
| Luis Echeverría Álvarez    |       | 1970. december 1.   | 1976. november 30.  | Intézményes Forradalmi Párt (PRI)      |
| José López Portillo        |       | 1976. december 1.   | 1982. november 30.  | Intézményes Forradalmi Párt (PRI)      |
| Miguel de la Madrid        |       | 1982. december 1.   | 1988. november 30.  | Intézményes Forradalmi Párt (PRI)      |
| Carlos Salinas de Gortari  |       | 1988. december 1.   | 1994. november 30.  | Intézményes Forradalmi Párt (PRI)      |
| Ernesto Zedillo            |       | 1994. december 1.   | 2000. november 30.  | Intézményes Forradalmi Párt (PRI)      |

## 21. század
| Elnök                       | Elnök | Hivatalba lépés   | Vége                 | Párt                                    |
| --------------------------- | ----- | ----------------- | -------------------- | --------------------------------------- |
| Vicente Fox                 |       | 2000. december 1. | 2006. november 30.   | Nemzeti Akció Párt (PAN)                |
| Felipe Calderón             |       | 2006. december 1. | 2012. november 30.   | Nemzeti Akció Párt (PAN)                |
| Enrique Peña Nieto          |       | 2012. december 1. | 2018. november 30.   | Intézményes Forradalmi Párt (PRI)       |
| Andrés Manuel López Obrador |       | 2018. december 1. | 2024. szeptember 30. | Nemzeti Újjászületési Mozgalom (MORENA) |
| Claudia Sheinbaum Pardo     |       | 2024. október 1.  |                      | Nemzeti Újjászületési Mozgalom (MORENA) |